# James L. Hodges
James Leonard Hodges (* 24. April 1790 in Taunton, Massachusetts; † 8. März 1846 ebenda) war ein US-amerikanischer Politiker. Zwischen 1827 und 1833 vertrat er den Bundesstaat Massachusetts im US-Repräsentantenhaus.

## Werdegang
James Hodges besuchte die öffentlichen Schulen seiner Heimat. Nach einem anschließenden Jurastudium und seiner Zulassung als Rechtsanwalt begann er in diesem Beruf zu arbeiten. Zeitweise war er auch als Bankkassierer und Posthalter in Taunton tätig. Im Jahr 1820 war er Delegierter auf der Versammlung zur Anpassung der Staatsverfassung nach der Gründung des neuen Staates Maine, der bis dahin zu Massachusetts gehört hatte. Von 1823 bis 1824 saß Hodges im Senat von Massachusetts. In den 1820er Jahren schloss er sich der Bewegung gegen den späteren Präsidenten Andrew Jackson an und wurde Mitglied der kurzlebigen National Republican Party.
Bei den Kongresswahlen des Jahres 1826 wurde Hodges im zwölften Wahlbezirk von Massachusetts in das US-Repräsentantenhaus in Washington, D.C. gewählt, wo er am 4. März 1827 die Nachfolge von Francis Baylies antrat. Nach zwei Wiederwahlen konnte er bis zum 3. März 1833 drei Legislaturperioden im Kongress absolvieren. Seit dem Amtsantritt von Präsident Jackson im Jahr 1829 wurde innerhalb und außerhalb des Kongresses heftig über dessen Politik diskutiert. Dabei ging es um die umstrittene Durchsetzung des Indian Removal Act, den Konflikt mit dem Staat South Carolina, der in der Nullifikationskrise gipfelte, und die Bankenpolitik des Präsidenten.
Im Jahr 1832 verzichtete James Hodges auf eine erneute Kongresskandidatur. Er starb am 8. März 1846 in seinem Heimatort Taunton, wo er auch beigesetzt wurde.